# Gysbert van der Smissen (Unternehmer, 1620)
Gysbert van der Smissen (* 6. oder 8. April 1620 in Haarlem; † 22. Januar 1685 in Altona) war ein niederländischer Bäcker, Kaufmann und Reeder.

## Leben und Wirken
Gysbert van der Smissen kam aus einer flämischen Familie, die ursprünglich in Brüssel lebte und sich im 16. Jahrhundert den Taufgesinnten (Mennoniten) anschloss. Während der spanischen Statthalterschaften litten Angehörige dieses Glaubens unter systematischer Verfolgung. Gemäß mündlichen Überlieferungen ging van der Smissens gleichnamiger Großvater daher 1576 nach Goch und arbeitete dort als „Leinen- und Lakenfabrikant“, was wahrscheinlich die Bezeichnung für einen Handwerksberuf war. 1581 zog der Großvater weiter nach Haarlem und wurde dort als Kaufmann und Reeder tätig.
Van der Smissens Vater Daniel (* im Mai 1583 in Goch) war verheiratet mit Jacobmijntje, geborene van der Kauter (Couter) (* 1594 in Goes; † 10. (nicht 16.) Juli 1643 in Glückstadt). Er zog um 1622/24 wahrscheinlich über Husum nach Friedrichstadt an der Eider und arbeitete hier vermutlich als Gärtner. Er starb im Oktober 1629 in Friedrichstadt wahrscheinlich aufgrund der Pest. Die Mutter heiratete danach 1630 den Glückstädter Bäcker Gerdt (Gerten) Lamberts und zog mit Gysbert und dessen Schwester Susanne zu ihrem neuen Ehemann. Sein Stiefvater hatte vermutlich einen Anteil daran, dass van der Smissen eine Ausbildung bei dem Friedrichstädter Bäcker Adrian van Meerwyk absolvierte. Dem Gesellenbrief vom 16. Februar 1644 ist zu entnehmen, dass er nach Abschluss der Lehre vier Jahre bei van Meerwyk als Geselle arbeitete.
Van der Smissen kehrte zurück nach Glückstadt und erhielt im Mai 1644 das Bürgerrecht. Er gründete das Los- und Kuchenbäckerant mit und handelte umfangreich mit Korn. Danach übernahm er Speditionsdienste im Verkehr zwischen Holland, Lübeck und Hamburg. Er war einer der ersten Mennoniten, die sich an der Elbe als Reeder betätigten. 1658 stellte er sich als Bürge für den Glückstädter Schiffer der „Bunten Frese“ zur Verfügung und gehörte zu den Gründern der ersten städtischen Walfanggesellschaft, die allerdings 1661 das erste Schiff im Eis aufgeben musste. Im Folgejahr beteiligte er sich mit seinem ältesten Sohn Daniel an der „Fortuna“. Sein Sohn fungierte danach als Hauptreeder von zehn Schiffen.
1677 zog van der Smissen nach Altona. König Christian V. erteilte ihm hier eine Freimeisterkonzession für eine Weiß- und Schwarzbäckerei. Nach dem Tod seiner dritten Frau, der Belagerung der Stadt und der Einquartierung dänischer Soldaten kam die Wirtschaft zum Erliegen, sodass van der Smissen wieder nach Glückstadt ging. Anfang 1682 kam er mit seinem jüngsten Sohn Heinrich erneut nach Altona. Er mietete ein Haus an der Ecke Große Elbstraße/Elbbrücke an der Westseite des Altonaer Fischmarktes. Hier befand sich bis 1824 der Stammsitz des Unternehmens Hinrich van der Smissen (Söhne), in dem die Familie eine Bäckerei hatte. Van der Smissens direkte Nachkommen erweiterten es zum größten privaten Wirtschaftsunternehmen Altonas des 18. Jahrhunderts. Sie waren international tätig und unterhielten eine eigene Reederei. Das Gebäude existierte bis ungefähr 1880, als der Fischmarkt vergrößert wurde.

## Familie
Van der Smissen heiratete am 18. September 1644 in Emden Cathaline Hendriks (* 22. Oktober 1622 in Emden; † 18. Oktober 1663 in Glückstadt), mit der er drei Töchter und sechs Söhne, darunter Hinrich van der Smissen, hatte. Sie war eine Tochter von Hendrik Ubbes.
In zweiter Ehe ehelichte van der Smissen am 7. August 1664 auf dem Hof Holzkamp bei Lübeck Gertrud (Geertruy) Roosen (* 26. Oktober 1632 auf Hof Holzkamp; † 12. März 1672 in Glückstadt). Sie war eine Tochter von Cord Roosen, der als Pächter auf Hof Holzkamp lebte. Aus dieser Ehe stammten zwei Töchter und zwei Söhne.
In dritter Ehe, die kinderlos blieb, heiratete van der Smissen am 22. Juli 1677 in Altona Anna de Vlieger (* 1628; † 23. Februar 1678 in Altona), deren Vater Jacob de Vlieger war.